# Stegolepis guianensis
Espèce
Stegolepis guianensis est une espèce de plante de la famille des Rapateaceae. Elle est endémique du mont Roraima.

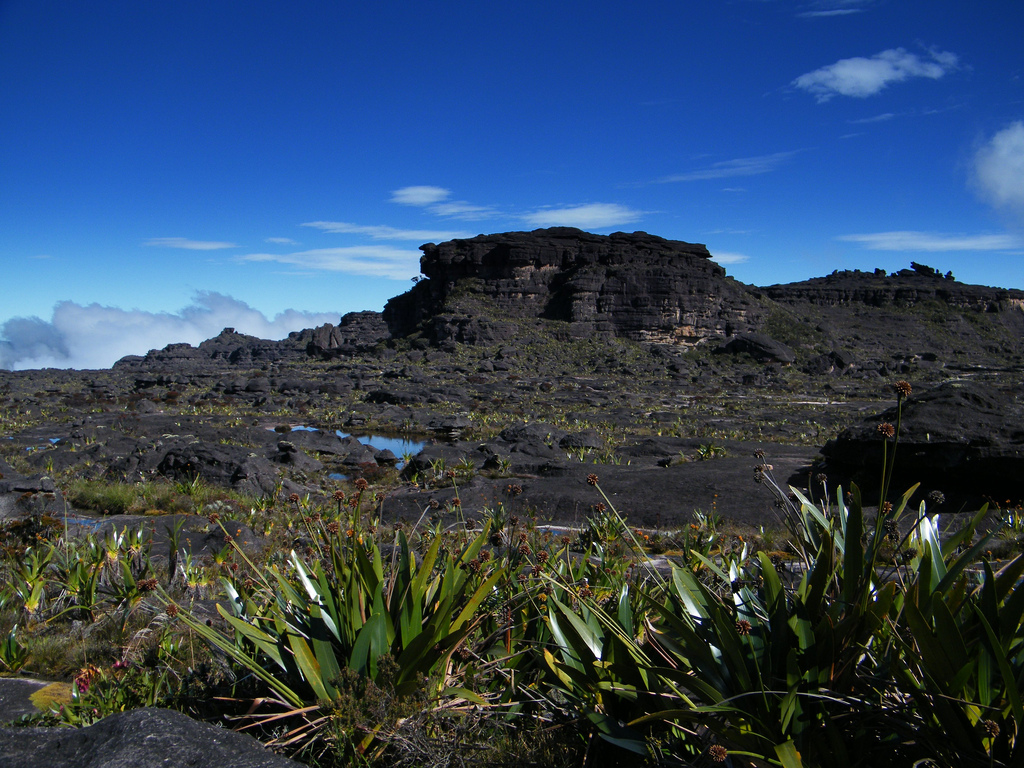
Stegolepis guianensis sur le plateau du mont Roraima.